# Маћеј Лампе
Маћеј Болеслав Лампе (пољ. Maciej Bolesław Lampe; Лођ, 5. фебруар 1985) је пољско-шведски бивши кошаркаш. Играо је на позицијама крилног центра и центра.

## Успеси

### Клупски
- Химки:
  - Еврокуп (1): 2010/11.
  - Куп Русије (1): 2008.

- Барселона:
  - Првенство Шпаније (1): 2013/14.

### Појединачни
- Идеални тим Еврокупа — прва постава (1): 2010/11.
- Најкориснији играч Првенства Русије (1): 2010/11.
- Најкориснији играч финала Купа Русије (1): 2008.